# Kuća s himerama
Kuća s himerama (ukrajinski: Будинок з химерами) je secesijska građevina, koja se nalazi u Lipki, povijesnom dijelu Kijeva, glavnoga grada Ukrajine. Zgrada se nalazi nasuprot predsjedničke palače.
Kuću s himerama je izgradio arhitekt Vladislav Gorodecky, 1902. godine. Međutim, arhitekt ju je morao prodati uglavnom zbog financijskih razloga, a vlasnici su se promijenili nekoliko puta, dok nije nacionalizirana s dolaskom komunističke vladavine u zemlji. Nakon demokratizacije, cijela zgrada je obnovljena izvana i iznutra, u skladu s dogovorenim projektima Gorodeckoga.
Kuća je okićena ukrasima s prikazima egzotičnih životinja i scena lova, koje je oblikovao talijanski arhitekt Emilio Sala, jer je Gorodecky bio strastveni lovac.  Naziv se ne odnosi na himere iz mitologije, već na arhitektonski stil poznat po himerama kao ukrasima, u kojem se likovi životinja primjenjuju kao dekorativni elementi na zgradi. Jedinstveni arhitektonski stil Gorodeckog donio mu je nadimak "Antonio Gaudí iz Kijeva".
Od 2005. godine, Kuća s himerama se koristi kao predsjednička residencija za službene i diplomatske posjete. Ulica ispred zgrade je zatvorena za promet vozila, a uglavnom se koristi kao pješačka zona, zbog blizine predsjedničke palače.